# Renung

Renung este o comună în departamentul Landes din sud-vestul Franței. În 2009 avea o populație de 496 de locuitori.

## Evoluția populației
| An        | 1975 | 1982 | 1990 | 1999 | 2006 | 2009 |
| --------- | ---- | ---- | ---- | ---- | ---- | ---- |
| Populație | 376  | 368  | 443  | 467  | 453  | 496  |